# Мелодійний хардкор
Мелодійний хардкор — жанр панк-року та хардкор-панку, що супроводжується танцювальною музикою та крикливим вокалом, притаманним хардкору. Цей жанр зародився на початку 90-х, та особливої популярності набув у 2000 році, саме в цей час були створені головні гурти-виконавці цього стилю: Strike Anywhere, Rise Against, A Wilhelm Scream та Kid Dynamite. Стиль є похідним від пост-хардкору, скейт-панку, поп-панку та металкору. Термін мелодійний панк часто використовується для опису гуртів як мелодійного гардкору, так і скейт-панку.

## Виконавці
- Rise Against
- Strike Anywhere
- Benefits of Thinking Out Loud
- Mute Print
- Kid Dynamite
- Underoath (2004 рік)
- Protest the Hero
- The Offspring
- We Are The Ocean